# Ганс Корте
Ганс Корте (нім. Hans Korte; 16 грудня 1899 — 8 квітня 1990) — німецький офіцер, генерал-майор люфтваффе. Кавалер Лицарського хреста Залізного хреста.

## Біографія
В кінці Першої світової війни 1 березня 1918 року призваний в армію і направлений в навчальний батальйон. 19 листопада 1918 року демобілізований. 19 травня 1919 року вступив в прикордонну охорону в Курляндії, а в 1920 році переведений в рейхсвер. Служив в 14-му піхотному полку. З жовтня 1933 по квітень 1935 року навчався у Військовій академії в Берліні. 1 травня 1935 року переведений в люфтваффе і призначений начальником оперативного відділу штабу вищого авіаційного командира 3 (Дрезден). З 1 квітня 1936 року — начальник оперативного відділу штабу 3-го авіаційного округу, з 1 червня 1938 року — штабу 1-го Командування ВПС.
1 листопада 1938 року призначений командиром групи 225-ї (потім 51-ї) бомбардувальної ескадри. 21 грудня 1939 року переведений в ОКЛ начальником відділу. 23 травня 1940 року очолив групу, 16 серпня 1940 року — всю 53-ю бомбардувальну ескадру. Учасник Французької кампанії. З 1 лютого 1941 року — начальник штабу 1-ї авіаційної області і командувача ВПС на Південному Сході (потім — на Криті). 25 січня 1943 року призначений командиром 13-ї авіапольової дивізії, а 2 листопада 1943 року переведений до штабу 1-го повітряного флоту. З 4 січня 1944 року — командир 1-ї парашутної, з 22 лютого 1944 року — 2-ї авіаційної дивізії. З 11 вересня 1944 року — командувач ВПС в Греції. Незважаючи на вкрай обмежені сили, намагався організувати опір авіації союзників. 3 жовтня 1944 року переведений в резерв ОКЛ. 9 березня 1945 року призначений начальником загороджувального штабу ВПС «Захід» і начальником командування військової поліції на Заході. 9 травня 1945 року узятий в полон британськими військами. 31 жовтня 1947 року звільнений.

## Звання
- Лейтенант (1 грудня 1923)
- Обер-лейтенант (1 лютого 1928)
- Гауптман (1 червня 1934)
- Майор (1 серпня 1936)
- Оберст-лейтенант (1 лютого 1939)
- Оберст
- Генерал-майор (1 червня 1943)

## Нагороди
- Залізний хрест 2-го класу
- Почесний хрест ветерана війни з мечами
- Нагрудний знак спостерігача
- Медаль «За вислугу років у Вермахті» 4-го, 3-го і 2-го класу (18 років)
- Застібка до Залізного хреста 2-го класу
- Залізний хрест 1-го класу
- Відзначений у Вермахтберіхт (20 червня 1944)
- Лицарський хрест Залізного хреста (30 вересня 1944)
- Німецький хрест в золоті (1 січня 1945)